# Aram Avakian
Aram A. Avakian (Manhattan, 23 d'abril de 1926 – 17 de gener de 1987) va ser un muntador i director de cinema armeni-estatunidenc. Entre els seus treballs cal destacar Jazz on a Summer's Day (1959) i la pel·lícula indie End of the Road (1970).

## Vida i treball
Aram "Al" Avakian va néixer a Manhattan, Nova York, el 1926 de pares armenis de l'Iran i de la Geòrgia soviètica. Es va graduar a Horace Mann School i a la Universitat Yale abans de servir com a oficial naval en un portaavions al Pacífic. Arran de la G.I. Bill of Rights després de la guerra, es dirigí a França on assistí a la Sorbona. Allà va formar part d'un grup estret de joves amics que van definir el moviment literari nord-americà de París dels anys 1950, inclosos Terry Southern, William Styron, John P. Marquand, i George Plimpton. El 1953, Avakian va tornar als Estats Units i va aprendre sota la direcció de Gjon Mili qui el va iniciar en l'edició de documentals. En el seu temps lliure, Avakian va prendre fotografies de les llegendàries sessions de jazz que va gravar el seu germà, el productor de jazz George Avakian. De 1955 a 1958 Avakian va ser l'editor del programa d'Edward R. Murrow See It Now. al seu llibre Vanity of Duluoz, Jack Kerouac va basar el personatge de Charlie en Aram Avakian.
Ben aviat es va convertir en un editor i director de llargmetratges. El 1958 va codirigir amb Bert Stern una gravació filmada del Festival de Jazz de Newport. El resultat Jazz on a Summer's Day (1959), que Avakian també va editar, és acreditat de ser "el primer documental llargmetratge d'un festival de música". Va editar el llargmetratge Girl of the Night (1960), "reconegut per la seva utilització inicial del marc de congelació i el tall de salt" en pel·lícules estatunidenques. Entre els seus crèdits com a editor també hi havia Ok End Here de Robert Frank (1960), El miracle d'Anna Sullivan d'Arthur Penn (1962), Lilith de Robert Rossen (1964), Acorralat de Penn (1965), en què Avakian també interpreta la veu distorsionada del torturador de Warren Beatty, i Honeysuckle Rose de Jerry Schatzberg (1979).
Avakian va dirigir la pel·lícula End of the Road (1970), que va rebre una qualificació de "X" per la seva representació gràfica d'un avortament. Per End of the Road, Avakian va rebre el Premi Lleopard d'Or al Festival Internacional de Cinema de Locarno. El número de la revista Life del 7 de novembre de 1969 va publicar la pel·lícula en un espectacular article de 9 pàgines, i es van publicar entrevistes en profunditat a Esquire i Playboy. En una ressenya a la pel·lícula a The New York Times, Roger Greenspun va escriure sobre End of the Road: "La veritat precisa de, diguem-ne, 5 en una tarda d'estiu a la gespa d'un professor ajudant en un petit campus universitari potser mai no ha estat atrapat en una pel·lícula comercial abans, però aquesta és la mena de veritat precisa que aquesta pel·lícula capta una vegada i una altra". Els protagonistes eren James Earl Jones, Stacy Keach, Dorothy Tristan, i Harris Yulin. A la pel·lícula, Avakian interpreta The Landlord, The Pigman i la veu del psiquiatre per telèfon. George Avakian va supervisar la música. L'antic amic d'Avakian, el novel·lista Terry Southern, va coproduir la pel·lícula i va co-escriure el guió amb Avakian i Dennis McGuire.
End of the Road és una imatge indie inicial que va arrossegar les convencions de Hollywood i era avançada del seu temps. Molts del repartiment i la tripulació van tenir distingides carreres de cinema. La pel·lícula és admirada pel director Steven Soderbergh, que va dirigir un documental que l'acompanya sobre el making of de la pel·lícula al DVD de Warner Bros. titulat "An Amazing Time: Conversations About End of the Road", publicat el 18 de setembre de 2012, com a part d'una sèrie de grans pel·lícules redescobertes. Cineaste va publicar aquesta entrevista de 1980 abans del llançament del DVD el 2012.
Avakian va dirigir Cops and Robbers (1973), One Night Stands i 11 Harrowhouse (1974) i una pel·lícula perduda rodada a París en francès a començament de la dècada del 1970.
Del 1983 fins 1986, Avakian fou el cap del departament de cinematografia a la Universitat Estatal de Nova York a Purchase.
Arthur Penn va parlar en el memorial d'Avakian el 1987. Francis Coppola i Terry Southern ban escriure cartes sobre Avakian, que es van llegir en veu alta, i Gerry Mulligan va tocar el seu saxo. Es va omplir la catedral armènia de Nova York.
Durant quinze anys, Avakian va estar casat amb l'actriu i escriptora Dorothy Tristan fins al 1972. Durant els dos últims anys de la seva vida, la seva companya va ser l'ex ballerina Allegra Kent. Els seus fills amb Dorothy Tristan són la fotoperiodista i escriptora Alexandra Avakian i la guitarrista Tristan Avakian.

## Filmografia

### Com a editor (parcial)
- Jazz on a Summer's Day (1959)
- Girl of the Night (1960)
- El miracle d'Anna Sullivan (The Miracle Worker) (1962)
- Lilith (1964)
- Acorralat (Mickey One) (1965)
- Ara ja ets tot un home (You're a Big Boy Now) (1966)
- The Comedians (1967)
- The Next Man (1976)
- Honeysuckle Rose (1980)

### Com a director (lista parcial)
- Jazz on a Summer's Day (amb Bert Stern) (1959)
- Lad, A Dog (amb Leslie H. Martinson) (1962)
- One Night Stands (1967) (Documental)
- End of the Road (1970)
- Cops and Robbers (1973)
- 11 Harrowhouse (1974)